# Chidera Ejuke
Chidera „Chiddi“ Ejuke (* 2. Januar 1998 in Zaria) ist ein nigerianischer Fußballspieler. Der Flügelspieler steht beim FC Sevilla unter Vertrag und ist nigerianischer Nationalspieler.

## Karriere

### Verein
Ejuke begann seine Karriere in seiner nigerianischen Heimat beim Supreme Court FC und kam über Gombe United im März 2017 nach Norwegen, wo er beim Erstligisten Vålerenga Oslo einen Dreijahresvertrag unterzeichnete. Sein Debüt gab er am 30. April (6. Spieltag) bei der 1:2-Auswärtsniederlage gegen den Odds BK, als er in der 77. Spielminute für Bård Finne eingewechselt wurde. Nachdem er in den ersten zwei Saisondritteln nur sporadisch in der ersten Mannschaft eingesetzt worden war, drang er Mitte August in die Startformation von Cheftrainer Ronny Deila vor. Am 24. September (23. Spieltag) traf er beim 2:1-Heimsieg gegen Brann Bergen erstmals für Vålerenga. In 16 Ligaspielen erzielte er in diesem Spieljahr 2017 vier Tore.
In der folgenden Saison 2018 sammelte er in 29 Ligaeinsätzen sechs Torbeteiligungen (drei Tore und drei Vorlagen). In der folgenden Spielzeit 2019 traf er in 14 Ligaspielen bis zu seinem Wechsel sechsmal.
Am 15. Juli 2019 wurde der Wechsel Ejukes zum Ehrendivisionär SC Heerenveen für eine Ablösesumme in Höhe von zwei Millionen Euro bekanntgegeben, wo der Flügelspieler einen Vierjahresvertrag unterzeichnete. Dort feierte er sein Debüt am 4. August (1. Spieltag) mit einem Einstandstor nach seiner Einwechslung beim 4:0-Auswärtssieg gegen Heracles Almelo. Bei den Superfriezen etablierte er sich rasch als Stammspieler auf der linken Flügelseite. In dieser Saison 2019/20 gelangen ihm in 25 Ligaspielen neun Tore und vier Vorlagen.
Am 28. August 2020 verpflichtete der russische Erstligist ZSKA Moskau Ejuke und stattete ihn mit einem Vierjahresvertrag aus.
Zur Saison 2022/23 wechselte Ejuke für ein Jahr auf Leihbasis in die Bundesliga zu Hertha BSC, wo er in 20 Spielen zum Einsatz kam und am Ende der Spielzeit mit den Berlinern abstieg.
Nachdem er zur Saison 2023/24 zunächst nach Moskau zurückgekehrt war, löste er Ende Juli 2023 aufgrund einer Sonderregelung der FIFA wegen der russischen Invasion in die Ukraine seinen Vertrag bei ZSKA Moskau auf und wechselte zum belgischen Erstdivisionär Royal Antwerpen und unterschrieb dort einen Vertrag mit einer Laufzeit von einem Jahr. Er bestritt 29 von 40 möglichen Ligaspielen für Antwerpen sowie sechs Pokalspiele mit einem Tor und vier Spiele in der Champions League.
Im Sommer 2024 wechselte er fest zum FC Sevilla und unterschrieb dort einen Vertrag bis 2027.

### Nationalmannschaft
Chidera Ejuke repräsentierte sein Heimatland Nigeria in diversen U-Nationalmannschaften. Am 13. Oktober 2020 spielte er im Rahmen eines Freundschaftsspiels gegen Tunesien das erste Mal für die A-Nationalmannschaft. Beim infolge der COVID-19-Pandemie erst 2022 ausgetragenen Afrika-Cup 2021 gehörte er zum nigerianischen Kader und wurde in zwei Gruppenspielen eingesetzt. 